# Cinta magnética de audio

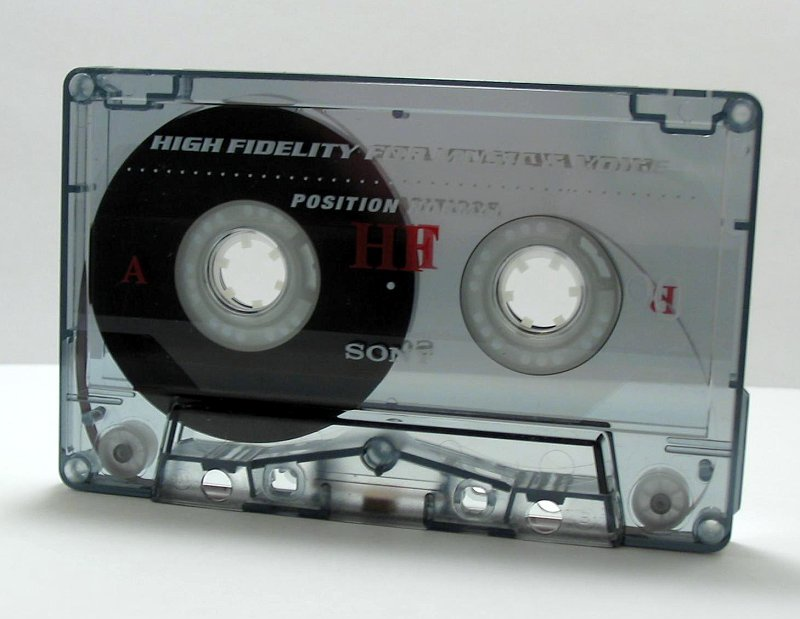
Cinta magnética de audio.

Una cinta magnética de audio es un tipo de cinta magnética utilizado para la reproducción o grabación de sonido. Para grabar las cintas magnéticas se utiliza el sistema de grabación magnética analógica.

## Historia
Las primeras cintas magnéticas eran cintas de papel recubiertas de óxido de metal. Se desecharon porque era un soporte demasiado endeble que se deterioraban con gran rapidez.
La multinacional química alemana BASF exhibió las primeras cintas magnéticas de plástico en la Exposición Radiotécnica de Berlín de 1935. Se trataba de una lámina alargada de material plástico en cuya superficie se añadían partículas ferromagnéticas capaces de retener el magnetismo inducido.
Tras numerosas investigaciones, se popularizó el uso de cintas con una base de poliéster y recubrimiento de plástico. El poliéster se impuso por su gran resistencia. Los materiales anteriores resultaban deficientes porque se estiraban o se rompían.

## Tipos de cintas magnéticas
Según sea la composición de la emulsión magnética que cubre, hay cuatro tipos de cintas:
Cinta TIPO I
Son las más antiguas y utilizadas, pese a las mejoras introducidas por tipos posteriores. De hecho, son llamadas cintas normales por su gran difusión.
Tienen un recubrimiento de óxido férrico (Fe2O3). Hay variedad de formulaciones específicas según los fabricantes, pero el óxido ferroso es el más utilizado.
Son las de mayor volumen de producción porque su fabricación es fácil y económica. Al ser baratas, también tienen una gran demanda.
Cinta TIPO II
En la década de 1960, BASF presentó un recubrimiento de dióxido de cromo (CrO2) que mejoraba la respuesta en alta frecuencia y la relación señal/ruido (hasta 6 dB con respecto a las cintas normales).
Estas cintas también son fabricadas con una aleación de óxido férrico dopada con cobalto, para darle las características de las de dióxido de cromo, con respecto a la mejora en alta frecuencia y saturación.
Cinta TIPO III
Estas cintas, llamadas cintas de ferro-cromo, están formadas por una doble capa. En la superior, de dióxido de cromo (o similar) quedan registradas las altas frecuencias, mientras que la inferior, de óxido férrico, se graban las bajas frecuencias.
Pese a que mejoraba la respuesta en alta frecuencias, distorsionaba en gran medida las medias, motivo por el cual es poco utilizada. Además, tendían a perder el recubrimiento de cromo más externo, desprendiendo un polvillo muy difícil de eliminar de los cabezales de audio, quedando solo la parte de óxido férrico.
Cinta TIPO IV
Solo las utiliza el formato casete.
Se componen de partículas de hierro puro o de aleación de hierro, por lo que se las conoce como cintas de metal puro.
Aparecieron en la década de 1980, tras numerosos desarrollos infructuosos. En los primeros intentos, las partículas de hierro, debido a su ínfimo tamaño se quemaban durante la grabación y resultaban inservibles. Finalmente, el problema pudo solucionarse y las cintas empezaron a ser comercializadas, aunque a un precio más elevado que las cintas normales. (Su materia prima requería mayor desembolso y esto incrementaba el precio normal).
Otro inconveniente es que las cintas tipo IV no son adecuadas para los casetes domésticos que no estén adaptados a este tipo de cinta. La causa, las cabezas de grabación de los equipos no adecuados (generalmente, las baratas) se saturaban antes de que lo hiciera la propia cinta debido a las grandes corrientes de polarización (Bias) necesarias para inducirles el magnetismo.
Si el equipo las toleraba, las cintas de metal eran las mejores. Fundamentalmente por dos motivos:
- El primero, las cintas de metal puro consiguen hasta 12 dB de mejora de la relación señal/ruido con respecto a las normales.
- El segundo, tienen una buena respuesta para frecuencias altas.

En el DAT, la cinta de metal sería la más utilizada como formato R-DAT.

## La cinta de bobina abierta
Es la cinta que utiliza el magnetófono.
Todas las cintas de bobina abierta llevan el número de lote impreso sobre la caja. Así, los profesionales pueden identificar todas las cintas de un mismo lote que, al ser fabricadas al mismo tiempo, deben tener propiedades magnéticas idénticas.
Las cintas para magnetófono tienen una dimensión es ¼ de pulgada.(salvo las del magnetófono multipista que son más grandes).
Las tapas del carrete protegen la cinta de cualquier daño, por lo que la cinta no debe llegar ni a sobrepasarlos ni a tocarlo. La cintas profesionales también se comercializan sobre un eje sin tapas, lo que se conoce como torta.
La cinta de bobina abierta pueden tener diversos espesores.
- Cinta estándar (SP): Tiene un espesor de 50 micras y pueden grabar 33 minutos sobre una bobina de 25 cm de diámetro (a la velocidad de 15 pulgadas por segundo).
- Cinta de larga duración (LP): Tienen un espesor de 35 micras y pueden grabar 48 minutos.
- Cintas de doble duración (DP): No se utilizan para grabaciones profesionales porque se rompen o estironean con facilidad.
- Cintas de triple duración (TP): Tampoco se utilizan para grabaciones profesionales, por los mismos motivos que las de doble duración.

- cintas de bobina abierta para magnetófonos multipista: Siempre van arrolladas sobre carrete y tienen mayor dimensión: ½, 1 o 2 pulgadas, dependiendo de las pistas que pueda grabar.

- El estándar de ancho para un multipista de 4 pistas es de ½ pulgada.
- El estándar de ancho para un multipista de 8 pistas es de 1 pulgada.
- El estándar de ancho para un multipista de 16 pistas es de 2 pulgadas.
- El estándar de ancho para un multipista de 24 pistas es de 2 pulgadas.

Al almacenar las cintas de bobina abierta, hay que tener en cuenta el denominado efecto copia. Es un problema que sobreviene por un mal almacenamiento de las cintas.
El efecto eco se da cuando, por contacto entre dos cintas magnéticas, una induce su magnetismo a otra (o así misma, de una capa a otra adyacente). Este efecto eco, se manifiesta en forma de preeco o posteco.
- 'Preeco. Se oye por adelantado lo que hay grabado. Por suerte, es una señal de bajo nivel.
- Posteco. Se oye parte de lo que se acaba de escuchar.

El posteco es preferible al preeco porque puede quedar enmascarado con la reverberación. Como el preeco afortunadamente es una señal de bajo nivel.
Estos desagradables efectos se pueden eliminar utilizando técnicas de reducción de ruido, porque, como quedan antes o después de la señal, el equipo los interpreta como un ruido más.
Para almacenar correctamente las cintas lo que hay que hacer es almacenar las cintas "de cola”.
Esta expresión quiere decir que se ha de dejar la última zona grabada en la zona más externa del carrete, es decir sin rebobinarla. Tal cual ha quedado tras la grabación o reproducción, dejando una zona virgen, sin sonido.
Si se almacenan las cintas “de cola”, se evita que dos zonas grabadas queden juntas, pues siempre se deja un fragmento virgen.
Tampoco es conveniente rebobinar o bobinar la cinta mediante avance o rebobinado rápido, pues las cintas solo tienen un bobinado uniforme en reproducción o grabación.
Almacenar las cintas "de cola" más importante de lo que parece. Tanto, que, incluso, se ha establecido una especie de protocolo sobre como ha de hacerse. Tras la última señal grabada se inserta un trozo de cinta roja que identifica el punto.

## El casete
Este formato consta de una cinta de 1/8 de pulgada (3mm) de ancho contenida en un cartucho plástico. En esta anchura se distribuyen 4 pistas que se desplazan a una velocidad de 4,75 cm/s.
En 1963, la casa Philips lanzó al mercado los primeros reproductores - grabadores para cintas de casetes y las primeras cintas en 1963. La cinta magnética virgen apareció en 1965. La cinta virgen fue introducida de forma masiva por la casa japonesa Maxell, a mediados de los 70 y a finales de los años 70, Maxell y TDK se repartían el mercado de las cintas vírgenes.
El casete, dependiendo de la longitud de la cinta, permite diversas duraciones de grabación. Precisamente, el nombre de la cinta, ya indica la duración de la misma. La más pequeña, la C5, permite 5 minutos, dos minutos y medio por cara. La más larga, C120, permite las dos horas de grabación (60 minutos por cara).

A mayor longitud, más delgadas son las cintas, con el fin de que quepan en el mismo cartucho que las de menor longitud. Cuando más delgadas sean las cintas peor se adaptara a las guías del propio cartucho, lo que puede provocar un mal contacto cabeza-cinta que puede originar que la cinta se enrolle, se desenrolle y se enganche pudiendo estropear el reproductor. Los fabricantes desaconsejan enérgicamente el uso de C120 y de C90, aunque estas últimas en menor medida.
Además, a mayor longitud, la cinta pesa más con lo que se acorta la vida útil del cabezal. El deficiente contacto cabeza- cinta también puede provocar pérdidas en respuesta en frecuencia y otros problemas.

## El cartucho
El cartucho está formado por una cinta magnética sinfín que graba por impulsos que marcan la cinta en el lugar exacto en que comienza y acaba la grabación, para luego reproducir el intervalo exacto.
Los reproductores de cartuchos son las cartucheras.